# Iveco 2480
Le trolleybus IVECO 2480/Socimi 8843 est un modèle conçu et fabriqué en collaboration entre les constructeurs italiens IVECO Bus pour la partie châssis et SOCIMI en Italie, sur la base du bus urbain Iveco 480 et mis en service à partir de 1991.
C'est le dernier modèle de trolleybus produit sous le label IVECO/SOCIMI. Avec la crise que rencontrera la société Socimi à partir de 1992, la production de trolleybus sera quasiment arrêtée chez Iveco. Elle ne reprendra qu'en 2000 avec les Cristalis et Citelis.

## Caractéristiques
Reposant sur un châssis de nouvelle génération à plancher ultra bas Iveco et comportant tous les critères d'homologation modernes, ce trolleybus articulé avait une longueur totale de 18,0 mètres. 
Équipé de quatre portes latérales, selon le cahier des charges italien, il pouvait être livré, à l'étranger, avec 2 ou 3 portes selon la demande des utilisateurs. 
Il était fabriqué par la division Bus du groupe IVECO SpA et livré aux utilisateurs dans la teinte normalisée italienne, orange vif, il recevra une carrosserie élaborée par Socimi sur la base de bus urbain articulé Iveco 480.18. Il était équipé d'un ensemble de propulsion électrique Socimi-AEG. 
L'Iveco 2480/Socimi 8843 sera le trolleybus de nouvelle génération le plus diffusé en Italie. Le parc ATM Milan en a compté 33 exemplaires.